# 김승교
김승교(1968년 9월 25일 ~ 2015년 8월 31일)는 대한민국의 인권변호사 출신 정치인이다. 2007년 2월 14일 민주노동당에 입당해 정치활동을 시작했으며 2008년 대한민국 제18대 국회의원 선거에 도봉구 갑 지역구에 출마하여 3.45%를 득표하였다. 2012년 통합진보당 지도부 선출 선거에 출마해 최고위원으로 당선되었다. 2015년 8월 31일 지병으로 인해 작고하였다.

## 학력
- 진주 대야고등학교 졸업
- 고려대학교 법학과 졸업(86학번)

## 경력
- 대북송금특검 특별수사관
- 한성대학교 부동산대학원 외래교수
- 17대 대선 권영길후보 법률특보
- 광주 518 시민법정 공동대표
- 통합진보당 최고위원
- 통합진보당 중앙선거관리위원장
- 통합진보당 비상대책위원